# Scissors Crossing
Scissors Crossing est un secteur non constitué en municipalité situé dans le comté de San Diego, dans l’État de Californie, aux États-Unis.

## Source
- (en) Cet article est partiellement ou en totalité issu de l’article de Wikipédia en anglais intitulé « Scissors Crossing, California » (voir la liste des auteurs).